# 小川樹里
樹里（じゅり、本名：小川 樹里（おがわ じゅり）、1978年3月6日 - ）は、日本の元女子プロレスラー。EAGLEプロモーションに所属していた。身長150cm、体重45kg、血液型B型。鹿児島県鹿児島市出身。

## 経歴・戦歴

### 2003年
- 12月14日、栃木・小山市文化センター小ホールにおいて小川樹里として、対シャーク土屋戦でデビュー。

### 2005年
- 2月20日よりリングネームを『樹里』に改名。
- 3月27日を最後に試合出場が途絶える。

### 2011年
- 11月20日バトルロイヤルに参加[1]。

## 得意技
- STO（スモール・トルネード・オガワ）